# Most Lahovicki
Most Lahovicki (cz. Lahovický most) – most drogowy w Pradze nad Berounką. Położony jest na drodze krajowej nr 4, w południowej części miasta, w pobliżu Lahovic i portu Radotín.
Most ma 216,8 m długości, z czego 193 m przebiega nad wodą. Zakres wynosi 30,2 + 43,8 + 43,8 + 43,8 + 30 m, szerokość mostu wynosi 35,15 m, a szerokość chodników na moście wynosi 2 × 3 m. Podczas odbudowy (2002–2004) zostały nowo wybudowane dwie wieże obserwacyjne.